# مایفکا (شهرستان علم‌الدین)
مایفکا (به لاتین: Mayevka) یک منطقهٔ مسکونی در قرقیزستان است که در شهرستان علم‌الدین واقع شده‌است. مایفکا ۱۰٬۴۷۵ نفر جمعیت دارد و ۷۰۶ متر بالاتر از سطح دریا واقع شده‌است.